# 2015年の気象・地象・天象
2015年の気象・地象・天象（2015ねんのきしょう・ちしょう・てんしょう）では、2015年（平成27年）の気象・地象・水象・天象に関する出来事について記述する。
2014年の気象・地象・天象 - 2015年の気象・地象・天象 - 2016年の気象・地象・天象

## 気象

### 1月
- 1月7日 -北米に寒波が到来、カナダのオタワで氷震を観測[1]。

### 2月
- 2月20日 - 米国東部の寒波で、ニューヨークのセントラルパークで氷点下16.6℃を観測。最低気温の記録を更新[2]。

### 4月
- 4月8日 - 東京で5年ぶりに4月に降雪。銚子市で観測史上最も遅い降雪を観測。

### 5月
- 5月31日 - 東京で32.2℃を観測し、1999年以来16年ぶりに5月の観測史上最高気温を更新する。

### 6月
- 6月5日 - 北海道上富良野町十勝岳温泉で季節外れの積雪が観測された[3]。
- 6月13日 - 大阪市、和歌山市、岡山市、福岡市、熊本市など西日本各地で黄砂が観測された[4]。

### 8月
- 8月7日 - 東京都心で、猛暑日連続8日の記録を更新[5]。
- 8月8日 - 台風13号が中国東部に上陸。浙江省で24時間雨量が645mmを観測[6]。

### 9月
- 9月10日 - 台風18号の影響で関東や東北で記録的な豪雨。茨城県常総市で鬼怒川の堤防が決壊[7]。
- 9月28日 - 台風21号の暴風雨域の沖縄県の与那国島で最大瞬間風速81.1mを観測[8]。

### 10月
- 10月11日 - 富士山で初冠雪[9]。
- 10月24日 - 東京で最大瞬間風速13.3メートルの北北西の風が観測され、木枯らし1号が吹く[10]。

### 12月
- 12月3日-5日 - イングランド北部、スコットランドで記録的な豪雨を伴った嵐(英語版参照)。
- 12月11日 - 中部地方で夏日となり、三重県津市で12月の観測記録23.7度を更新[11]。

## 地象

### 1月
- 1月1日-6日 - 桜島で山体膨張を観測[12]。
- 1月13日 - トンガのトンガタプ島沖で海底火山(英語)の噴火活動が活発化、航空便が全て欠航となった[13]。16日に噴火による新しい島が確認された[14]。
- 1月23日 - 桜島の昭和火口で爆発的噴火（43回目）。噴煙は4000mに達した[15]。

### 2月
- 2月7日 - グアテマラにあるフエゴ山が噴火[16]。
- 2月28日 - メキシコのコリマ火山が噴火、4000mの高さの噴煙を上げた[17]。

### 3月
- 3月3日 - チリのビジャリカ火山が噴火[18]。
- 3月24日 - 口永良部島の新岳で火映現象が観測された。
- 3月26日 - 桜島で過去最多の26回の爆発的噴火を観測[19]。

### 4月
- 4月22日 -  チリのカルブコ火山が噴火[20]。
- 4月25日 - ネパールでM7.8 の地震発生（詳細）
- 4月30日 -  チリのカルブコ火山が再噴火。
- 4月30日 -  吾妻山の約1.2km地点の硫化水素の濃度が規定値を越え、磐梯吾妻スカイラインが全面通行止[21]。

### 5月
- 5月6日 - 気象庁は箱根山の噴火警戒レベルを2に引き上げた[22]。
- 5月17日 - インド洋のピトン・ドゥ・ラ・フルネーズ（レユニオン島）が噴火。
- 5月25日 - ガラパゴス諸島のウォルフ火山が噴火。
- 5月29日 - 口永良部島で爆発的噴火、火砕流が発生。気象庁は噴火警戒レベルを5（特別警報）に引き上げ[23]。
- 5月30日 -  小笠原諸島西方沖を震源とする Mj8.1（当初はM8.5[24]）の深発地震（異常震域と見られる全国的な揺れを観測[25]）

### 6月
- 6月5日 - 気象庁は、三宅島の噴火警報を解除、噴火警戒レベルを1に引下げた。
- 6月11日 - 気象庁は、浅間山の噴火警戒レベルを2に引上げた[26]。
- 6月16日 - 浅間山が小規模噴火。
- 6月28日 - グアテマラにあるフエゴ山が噴火。
- 6月30日 - 箱根山の噴火警戒レベルを3に引上げた。

### 7月
- 7月28日 - 北海道東部の雌阿寒岳の噴火警戒レベルを2に引上げた。
- 7月30日 - 諏訪之瀬島（鹿児島県）の御岳で小規模噴火。

### 8月
- 8月7日 - 硫黄島の北部でごく小規模な噴火。
- 8月14日 - エクアドルのコトパクシ山が噴火。
- 8月15日 - 桜島の噴火警戒レベルを4に引上げた。

### 9月
- 9月14日 - 阿蘇山の中岳第１火口で噴火。噴煙が2000mの高さに達した。噴火警戒レベルを3に引上げられた。

### 10月
- 10月25日 - インドネシアのロンボク島にあるリンジャニ山が噴火。
- 10月26日 - アフガニスタンでM7.5の地震が発生（詳細）

### 12月
- 12月1日 - ニカラグアのモモトンボ火山が噴火[27]。
- 12月4日 - イタリアのシチリア島にあるエトナ山が噴火[28]。
- 12月14日 - メキシコのコリマ山が噴火。

## 天象

### 1月
- 1月7日 - ラヴジョイ彗星（英語版）（C/2014 Q2）が地球に最接近（約7020万km）。
- 1月26日 - 小惑星2004 BL86(英語版)が地球から120万kmを通過。

### 3月
- 3月18日 - 北海道でオーロラが2004年以来11年ぶりに観測された。
- 3月20日 - 皆既日食
- 3月27日 - 小惑星2014 YB35(英語版)が地球から280万マイルを通過。

### 4月
- 4月4日 - 皆既月食

### 9月
- 9月28日 - 皆既月食

### 10月
- 10月31日 - 小惑星2015 TB145が地球から48.6万kmの地点を通過。

### 11月
- 11月13日 - 地球近傍天体「WT1190F」(英語版)が大気圏に突入[29]。